# Veuzain-sur-Loire
Veuzain-sur-Loire is een gemeente in het Franse departement Loir-et-Cher en de regio Centre-Val de Loire. De plaats maakt deel uit van het arrondissement Blois. Veuzain-sur-Loire is op 1 januari 2017 ontstaan door de fusie van de gemeenten Onzain en Veuves. Veuzain-sur-Loire telde op 1 januari 2022 3.327 inwoners.

## Geografie
De oppervlakte van Veuzain-sur-Loire bedroeg op 1 januari 2022 37,96 vierkante kilometer; de bevolkingsdichtheid was toen 87,6 inwoners per km².

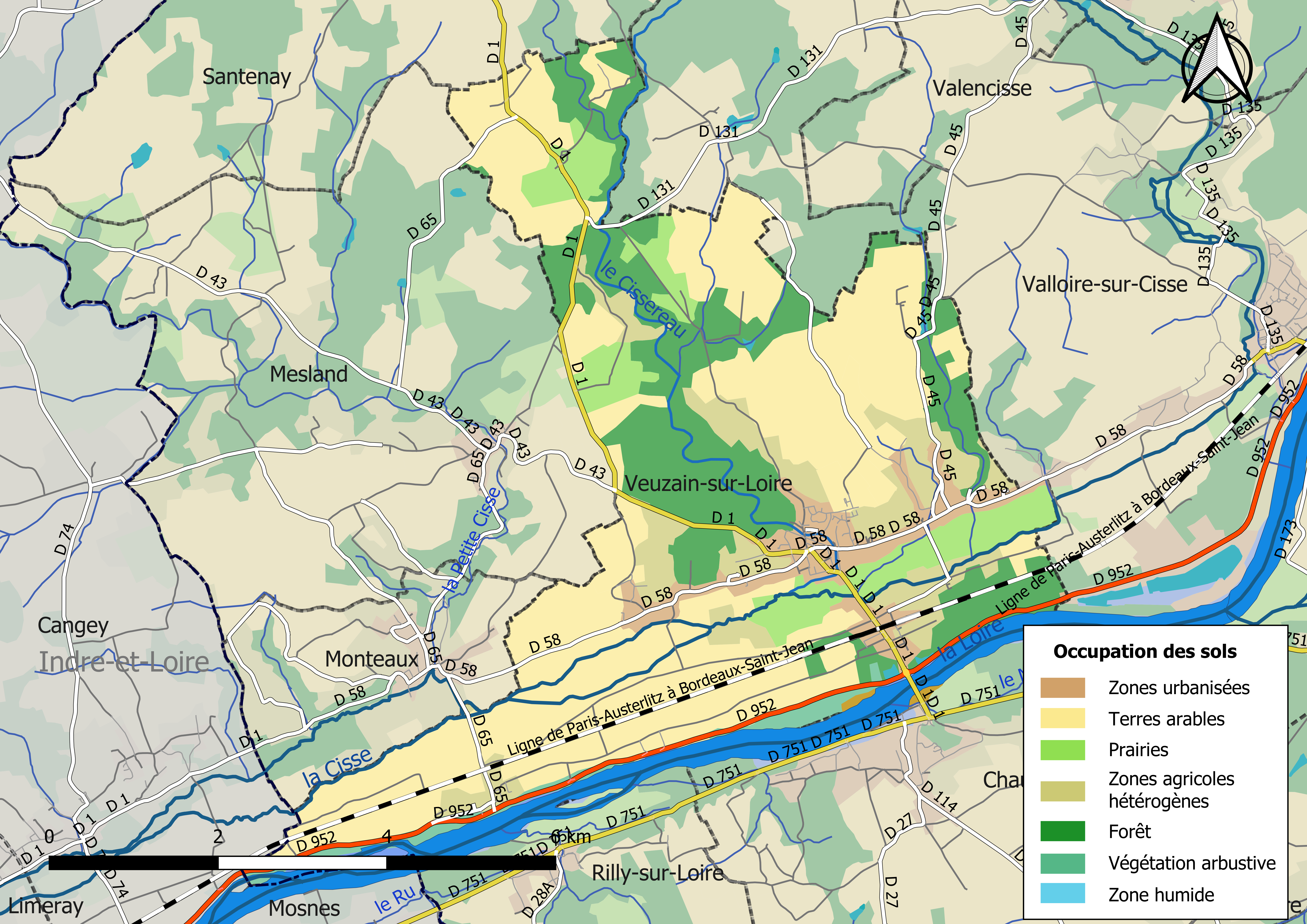
Kaart van de gemeente met de belangrijkste infrastructuur, bodemgebruik en omliggende gemeenten